# Josef Šimek
Josef Šimek (4. září 1941 Praha – 8. ledna 2000 Praha) byl český kreslíř a hudebník, významná postava české country muziky. 

## Život
V roce 1965 byl společně se svými kolegy z trampské osady Hejkalů Janem Vyčítalem a Marko Čermákem jedním ze zakladatelů skupiny Greenhorns. V této kapele nazpíval řadu známých písní, buď sólově, nebo ve dvojhlase s Vyčítalem, k jehož hrubé barvě hlasu dotvářel melodický podkres. Vedle toho také hrál na kytaru, na mandolínu nebo na dobro.
V roce 1980 musel z kapely ze zdravotních důvodů odejít, když mu byl operován mozkový nádor. Dále se však často objevoval na nahrávkách Greenhorns jako host a vytvářel kresby pro obaly desek.
Po jeho smrti vydali Greenhorns v roce 2001 na jeho památku kompilační album Když Pepa Šimek hrál.

## Písně
- Abilene
- Boty po strýci (Honey, Just Allow Me One More Chance)
- Casey Jones
- Já jsem vandrák a karbaník
- John Hardy
- Když náš táta hrál (When Papa Play the Dobro)
- Matčiny růže (Old Five and Dimers Like Me)
- Mistře Buriane, díky za ten svět
- Na Vánoce ráno
- Nebij ženu v neděli
- Přes pláně
- Rok 1849
- T jako Texas (Blue Yodel No. 1 / "T" for Texas)
- Zatracenej život (Before I Met You)
- Zbyl mi jen tvůj mokasín